# خوارنزم
خوارنزم كانت ملكة ساسانية (بانبشن [الإنجليزية]) في القرن الثالث، تزوجت من أردشير الأول أو شابور الأول.

## السيرة
أصل اسمها غير معروف، ويبدو أن الاسم يشير إلى خلفية أرمينية أو جورجية. وقد ذُكرَت في نقش شابور الأول في كعبة زرتوشت [الإنجليزية]، حيث تحمل لقب شهر بانبشن ("ملكة الإمبراطورية"). وفقًا لنفس النقش، كانت والدة لرجل يُدعى غورازدخت.
زوجها محل خلاف بين العلماء، فذهب بعضهم إلى أنها كانت زوجة أردشير الأول (حكم. 224-242 م)، في حين يشير آخرون إلى أنها كانت زوجة ابن أردشير وخليفته شابور الأول (حكم. 240-270 م) وأم ابن الأخير ووريثه هرمزد الأول (حكم. 270–271 م). ربما كانت هي نفس الشخص الذي كان يُدعى جوردزاد، والذي ذكره المؤرخ حمزة الأصفهاني في القرن العاشر كزوجة لشابور.